# Староатнагулово
Староатнагулово (баш. Иҫке Атнағол) — деревня в Мишкинском районе Республики Башкортостан Российской Федерации. Входит в состав Мавлютовского сельсовета.

## География

### Географическое положение
Расстояние до:
- районного центра (Мишкино): 18 км,
- центра сельсовета (Татарбаево): 7 км,
- ближайшей ж/д станции (Загородная): 145 км.

## История
В «Списке населенных мест по сведениям 1870 года», изданном в 1877 году, населённый пункт упомянут как деревня Аднагулова 1-го стана Бирского уезда Уфимской губернии. Располагалась при речке Большом Иняке, слева от Кунгурского и Сибирского почтовых трактов, в 40 верстах от уездного города Бирска и в 62 верстах от становой квартиры в селе Аскине. В деревне, в 32 дворах жили 214 человек (116 мужчин и 98 женщин, тептяри, мещеряки), была мечеть.

## Население
| 2002 | 2009 | 2010 |
| ---- | ---- | ---- |
| 147  | ↘80  | ↗83  |

Национальный состав
Согласно переписи 2002 года, преобладающая национальность — татары (95 %).